# Haluzice (Nové Mesto nad Váhom)
Haluzice es un municipio del distrito de Nové Mesto nad Váhom en la región de Trenčín, Eslovaquia, con una población estimada a final del año 2024 de 94 habitantes.
Se encuentra ubicado al oeste de la región, cerca del río Váh (cuenca hidrográfica del Danubio) y de la frontera con la región de Trnava y la República Checa.

## Demografía
| Año        | 1994 | 2004     | 2014     | 2024     |
| ---------- | ---- | -------- | -------- | -------- |
| Población  | 77   | 55       | 68       | 94       |
| Diferencia |      | −28,57 % | +23,63 % | +38,23 % |

| Año        | 2023 | 2024    |
| ---------- | ---- | ------- |
| Población  | 95   | 94      |
| Diferencia |      | −1,05 % |